# 藤夕子
藤 夕子（ふじ ゆうこ、1963年12月8日 - ）本名、北川 典子（きたがわ のりこ）。
大阪府箕面市出身。

## 略歴
1986年に追手門学院大学心理学科卒業後、同年某企業入社、1990年一般男性と結婚し退職。
一男一女を育てながら、2000年から2018年まで秘書を18年務め退職。